# Cyrestis rothschildi
Cyrestis rothschildi är en fjärilsart som beskrevs av Martin 1903. Cyrestis rothschildi ingår i släktet Cyrestis och familjen praktfjärilar. Inga underarter finns listade i Catalogue of Life.